# بيتر موريس (لاعب هوكي الجليد)
بيتر موريس هو لاعب هوكي الجليد كندي، ولد في 29 يونيو 1955 في إدمونتون في كندا.

## وصلات خارجية
- بيتر موريس على موقع EliteProspects.com (الإنجليزية)
- بيتر موريس على موقع HockeyDB.com (الإنجليزية)
- بيتر موريس على موقع Hockey-Reference.com (الإنجليزية)